# Campagna dei Balcani
La campagna dei Balcani fu l'invasione della Jugoslavia e della Grecia, da parte delle forze dell'Asse, principalmente l'Italia e la Germania, avvenute tra l'ottobre del 1940 ed il maggio del 1941, durante la seconda guerra mondiale.

## Guerra greco-italiana

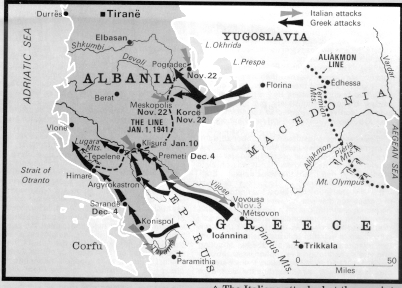
Movimenti delle truppe italiane e greche dal 28 ottobre 1940 al 23 aprile 1941

La Grecia nel 1940 era governata da Ioannis Metaxas, un politico filofascista sostenuto da Re Giorgio II, riportato al trono il 3 novembre 1935, a seguito di un colpo di Stato militare che aveva ripristinato la monarchia dopo che questi era stato deposto 11 anni prima, con la proclamazione della repubblica. Metaxas venne contattato alle ore 03:00 della mattina del 28 ottobre dall'ambasciatore italiano ad Atene Emanuele Grazzi che gli consegnò un ultimatum nel quale l'Italia accusava la Grecia di violazione della neutralità a vantaggio degli inglesi, veniva inoltre richiesta l'occupazione di alcuni punti strategici in territorio ellenico, il documento concedeva solo tre ore di tempo per accettare le condizioni; Metaxas respinse l'ultimatum e, alle ore 06.00, le avanguardie delle truppe italiane di stanza in Albania iniziarono l'avanzata su di un fronte largo circa 150 chilometri.
La campagna italiana di Grecia, voluta da Mussolini per tentare di bilanciare i successi ottenuti fino a quel momento dalla Germania, avrebbe dovuto ricalcare le modalità della guerra lampo ma, contrariamente alle previsioni, la resistenza dell'esercito greco, unita a difficoltà dovute alla natura del territorio, allo scarso numero di truppe messe in campo all'inizio dagli Italiani e all'antiquato equipaggiamento del Regio Esercito, sommato a una difficile situazione logistica fecero ben presto arrestare l'offensiva tramutandola in una guerra di posizione, tanto che, il 4 dicembre, il capo di stato maggiore delle forze armate italiane, il maresciallo Pietro Badoglio, venne sostituito con il generale Ugo Cavallero; Metaxas consentì a truppe inglesi di insediarsi a Creta ed a Suda e, poche settimane dopo l'inizio della guerra, le forze greche riuscirono a passare al contrattacco, penetrando in territorio albanese.
La situazione sul fronte italo greco e la presenza di forze inglesi sul suolo ellenico indussero, il 27 marzo 1941, Hitler a ordinare all'OKW di preparare un piano per l'invasione sia della Grecia che della Jugoslavia, il cui assetto interno, condizionato in quel momento dall'Unione Sovietica e dalla Gran Bretagna, rischiava di limitare il controllo tedesco sul paese e l'attacco avvenne simultaneamente il 6 aprile 1941, concludendosi vittoriosamente il giorno 23.

## L'invasione della Jugoslavia

### Il colpo di Stato
Il 1º marzo 1941 la Bulgaria aderì al patto Tripartito e contestualmente fu firmato un patto di non aggressione tra il paese balcanico e la Turchia, che provocò le reazioni dell'Unione Sovietica in merito alla violazione della sua zona di sicurezza; il giorno successivo le truppe tedesche destinate all'invasione della Grecia iniziarono a schierarsi in territorio bulgaro e questo causò, il 5 marzo, la rottura dei rapporti diplomatici tra Londra e Sofia. La Jugoslavia restava dunque l'ultimo paese neutrale dell'area balcanica e per questo fu sottoposto ad intense pressioni diplomatiche da parte di Hitler, di Churchill e dello stesso re Giorgio VI, ma il 20 marzo il principe Paolo comunicò al suo governo che anche il suo paese avrebbe aderito al patto Tripartito, adesione che venne formalizzata a Vienna il giorno 25.
L'adesione della Jugoslavia al patto Tripartito sollevò un'ondata di proteste nel paese e, il 27 marzo, un colpo di Stato guidato dal generale Dušan Simović, pose sul trono Pietro II di Iugoslavia; il nuovo Governo stipulò immediatamente un patto di non aggressione con l'Unione Sovietica ma attese fino al 2 aprile per comunicare alla Germania che non sarebbe stato stipulato nessun accordo formale con la Gran Bretagna, facendo intendere che l'accordo tra le potenze dell'Asse e la Jugoslavia non sarebbe stato sciolto. Il ritardo fu sufficiente ad Hitler per confermare gli ordini diramati il 27 marzo al momento del colpo di Stato, la cosiddetta direttiva 25, che autorizzava lo stato maggiore tedesco ad elaborare i piani di invasione della Jugoslavia che sarebbe iniziata, contestualmente a quella della Grecia, la cosiddetta operazione Marita, il 6 aprile.

## L'attacco dell'Asse
L'offensiva, lanciata il 6 aprile, ebbe completo successo: il giorno 17 la Jugoslavia capitolò e, contro una perdita di 558 uomini da parte tedesca, l'esercito jugoslavo fu totalmente distrutto e quasi 345000 uomini fatti prigionieri.

### L'invasione della Grecia

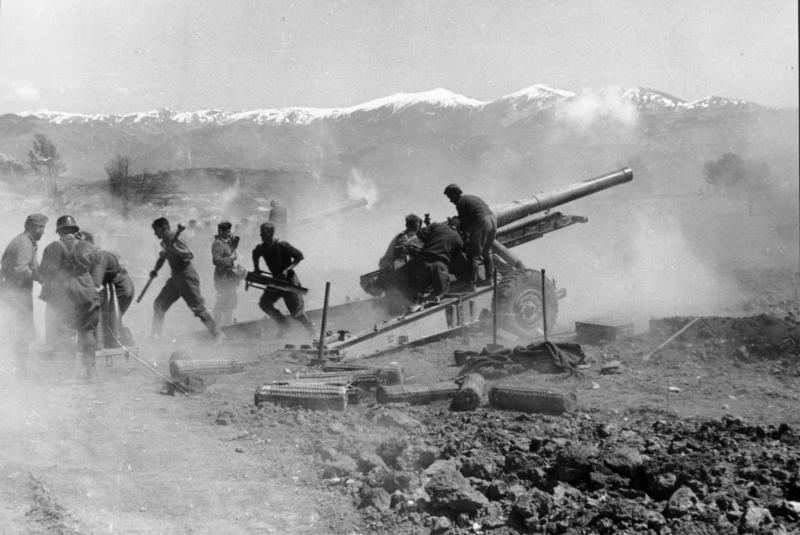
Artiglieria tedesca in azione durante i primi giorni dell'operazione Marita

La Germania iniziò l'attacco alla Grecia ed alla Jugoslavia il 6 aprile 1941 e le forze che furono impiegate contro il paese ellenico furono: la 12ª armata, comandata dal feldmaresciallo Wilhelm List, il XVIII corpo di montagna, comandato dal generale Franz Böhme, integrato dalla divisione SS Leibstandarte, comandata dall'Obergruppenführer Josef Dietrich, e dalla IV. Luftflotte, comandata dal generale Wolfram von Richthofen, forte di circa 1200 aeroplani, la cui zona di operazioni si estendeva anche alla Jugoslavia; l'esercito greco, comandato dal Generale Alexander Papagos, disponeva di tre armate, oltre al contingente Alleato comandato dal generale Henry Maitland Wilson, formato dal I corpo d'armata australiano, comandato dal generale Thomas Blamey, dalla 2ª divisione neozelandese, comandata dal generale Bernard Freyberg, da due divisioni inglesi e da una brigata polacca, per un totale di circa 60000 uomini.

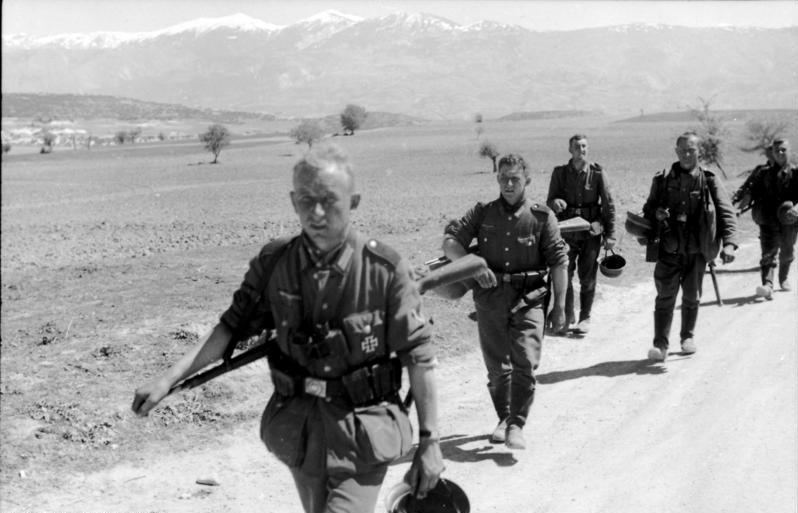
Fanti tedeschi in marcia dopo avere superato le montagne della Macedonia

L'avanzata si sviluppò su due direttrici principali: ad ovest il grosso delle forze corazzate avanzò verso Skopje, allo scopo di attraversare il confine greco nei pressi di Florina, mentre la 2ª divisione corazzata, comandata dal generale Rudolf Veiel, si mosse in direzione di Strumica per dirigersi verso Salonicco; il XVIII corpo di montagna era incaricato di oltrepassare la cosiddetta linea Metaxas, la barriera fortificata lunga circa 150 chilometri lungo il confine bulgaro, mentre reparti di fanteria tedesca e bulgara ebbero il compito di occupare la regione della Macedonia orientale e Tracia e le isole del mar Egeo site di fronte alla Turchia.

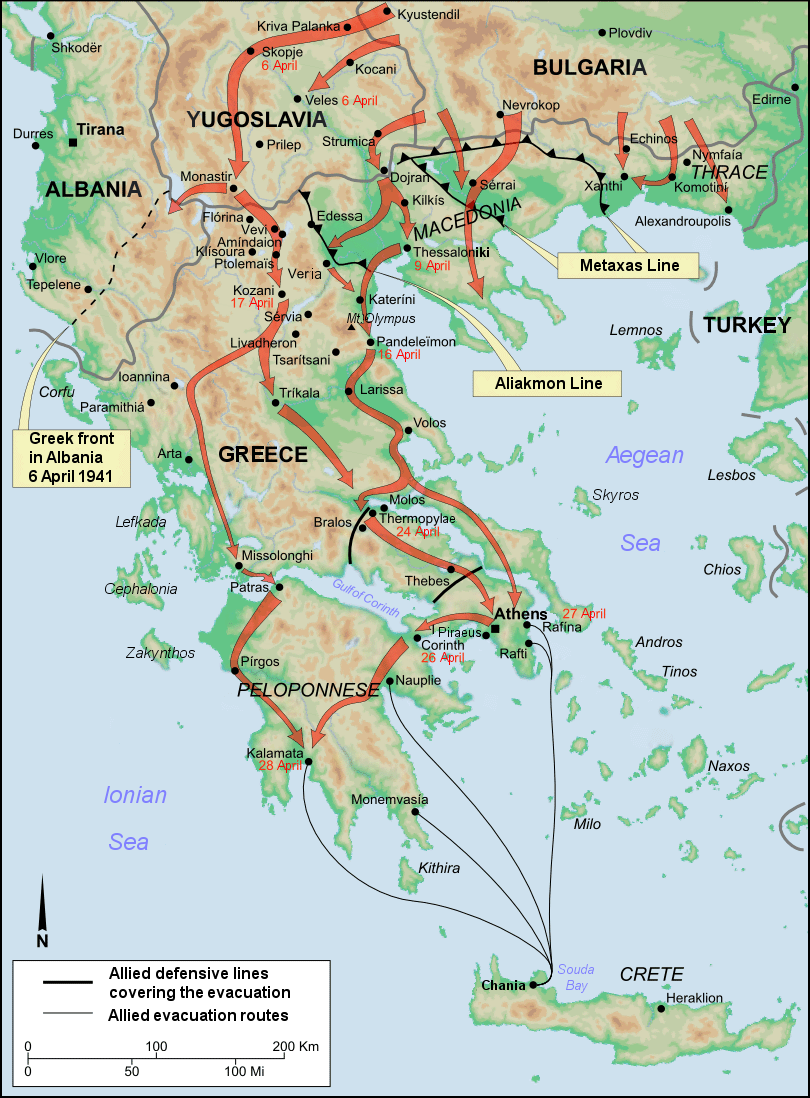
Mappa dei movimenti della Wehrmacht dal 6 al 30 aprile 1941

La 5ª e la 6ª divisione di montagna, comandate rispettivamente dal generale Julius Ringel e dal generale Ferdinand Schörner, avanzarono sulla linea Metaxas, che venne contemporaneamente aggiarata ad est dalle due divisioni di fanteria del XXX corpo, comandato dal generale Otto Hartmann, e ad ovest dalla 2ª divisione corazzata e dalla 72ª divisione di fanteria, comandata dal generale Philipp Müller-Gebhard; la velocità dei panzer tedeschi consentirono all'unità corazzata tedesca di giungere alle spalle dell'armata della Macedonia orientale, che, dopo la rapida occupazione di Salonicco, avvenuta il 9 aprile, si arrese senza condizioni.
Contemporaneamente all'attacco contro la linea Metaxas il XV corpo corazzato, comandato dal generale Georg Stumme, avanzò attraverso la Jugoslavia ed attraversò il confine con la Grecia l'11 aprile insieme alla divisione corazzata SS Leibstandarte Adolf Hitler, puntando a circondare le due armate greche impegnate contro gli italiani. Già il giorno 12, non appena giunse l'ordine da parte di Papagos alle truppe elleniche impegnate in Albania di cominciare a ritirarsi onde cercare di evitare di essere insaccate, il comandante dell'armata dell'Epiro richiese ai propri superiori di cominciare a trattare un armistizio, la richiesta venne respinta, ma il 20 aprile il comandante dell'armata della Macedonia occidentale Tsolakoglu prese l'iniziativa e avviò trattative di resa con i soli tedeschi.
La situazione indusse il generale Wilson a ripiegare in quanto, dopo la conquista di Salonicco da parte del XVIII corpo di montagna, questo stava avanzando verso sud, lungo la direttrice del mar Egeo, rischiando di chiudere in una morsa l'intero contingente alleato e il generale Papagos maturò l'idea di suggerirne l'evacuazione dalla Grecia; il comandante inglese non ritenne possibile una soluzione differente e ordinò la ritirata in direzione del passo delle Termopili, lasciando alcune unità in retroguardia allo scopo di rallentare l'avanzata tedesca, per tentare di raggiungere Atene, al fine di permettere ai soldati di imbarcarsi verso Creta od Alessandria.

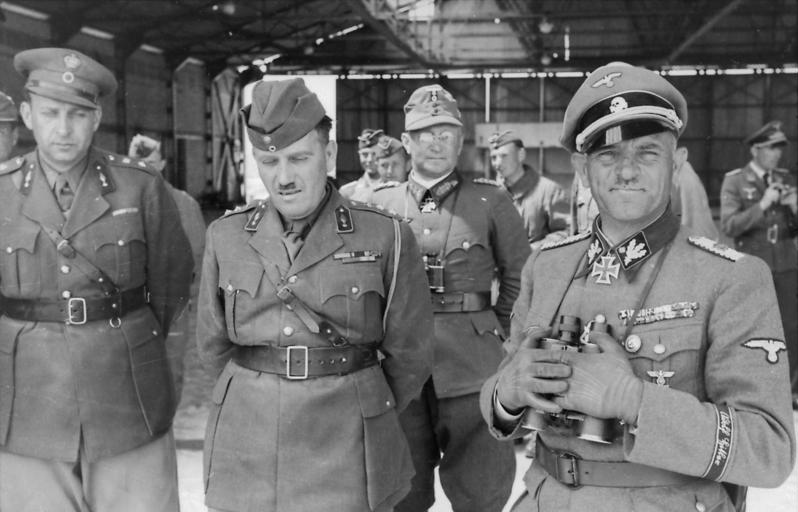
LObergruppenführer Josef Dietrich (a destra), ripreso durante le trattative di resa intraprese con i greci

Il 20 aprile la 2ª e la 5ª divisione corazzata, comandata dal generale Gustav Fehn, proseguirono in direzione delle Termopili, mentre il 19 aprile ad Atene si tenne una riunione tra Re Giorgio II, il generale Papagos ed i generali inglesi Wilson e Wavell, dove furono definiti i termini dell'evacuazione del contingente alleato; nello stesso momento il generale Tsolakoglu accettò di firmare nelle mani di Josef Dietrich la resa della sua armata e contestualmente di tutte le forze armate del paese, le condizioni dell'armistizio vennero poi modificate il 21 aprile dal comandante della 12ª armata tedesca, che le fece quindi nuovamente ratificare dai greci. Mussolini, ricevuta la notizia della resa, l'accolse con sdegno e pretese che l'armistizio fosse modificato e formalizzato alla presenza di rappresentanti italiani e, a dispetto delle reiterate proteste dei greci, fu concordata la ripetizione della cerimonia per il giorno 23 in una villa nei pressi di Salonicco, con la presenza del generale Ferrero in rappresentanza dell'Italia.

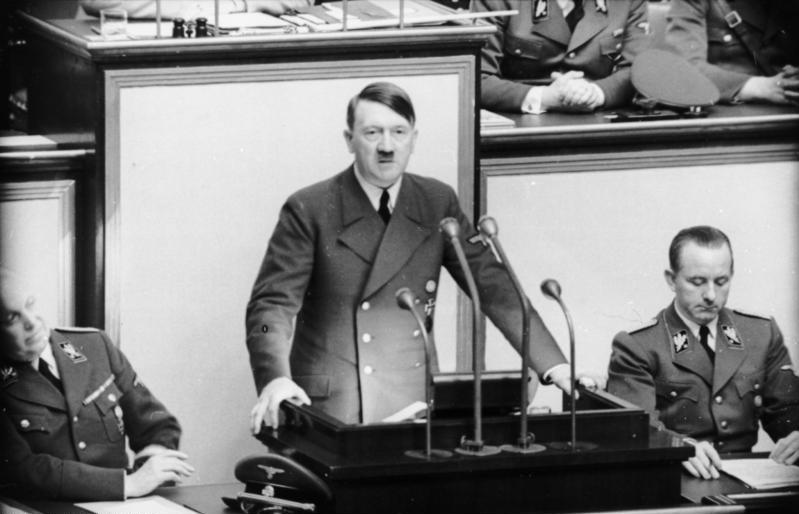
Adolf Hitler annuncia, il 4 maggio 1941, la fine delle operazioni nella penisola balcanica

Il 23 aprile le forze tedesche iniziarono l'attacco verso le Termopili: il generale Freyberg, comandante della 2ª divisione neozelandese, rimasto in linea con i soldati, ricevette l'ordine di dirigersi verso uno dei punti d'imbarco concordati, ma egli rimase sul posto, iniziando il ripiegamento solo dopo la mezzanotte; l'attacco in forze, avvenuto il giorno successivo, sfondò le ultime difese Alleate, consentendo una rapida avanzata verso sud, e le residue forze di Wilson ripiegarono verso Tebe, nel tentativo di stabilirvi una nuova linea difensiva, ma anche questa venne superata di slancio il 26 aprile, costringendo il contingente a ritirarsi definitivamente verso i porti meridionali della Grecia.
Il 27 aprile la 2ª e la 5ª divisione corazzata fecero il loro ingresso ad Atene, innalzando la bandiera tedesca sull'Acropoli, ponendo fine alle ostilità nella Grecia continentale; l'operazione Marita era stata portata a termine in tre settimane con perdite modeste e, durante la campagna e nei giorni immediatamente successivi, le isole del mar Egeo e del mar Ionio sarebbero cadute una dopo l'altra in mano alle forze dell'Asse con la sola eccezione di Creta. Questa, secondo il parere di Hitler, sarebbe dovuta essere conquistata al fine di scongiurare il pericolo, derivante da attività aeree o navali provenienti dall'isola, per le operazioni tedesche ed italiane nel mar Mediterraneo ed, immediatamente dopo l'ingresso delle truppe della Wehrmacht nella capitale, diede disposizioni affinché fosse preparato un piano, la cosiddetta operazione Merkur, per l'occupazione di Creta.

### La conquista di Creta

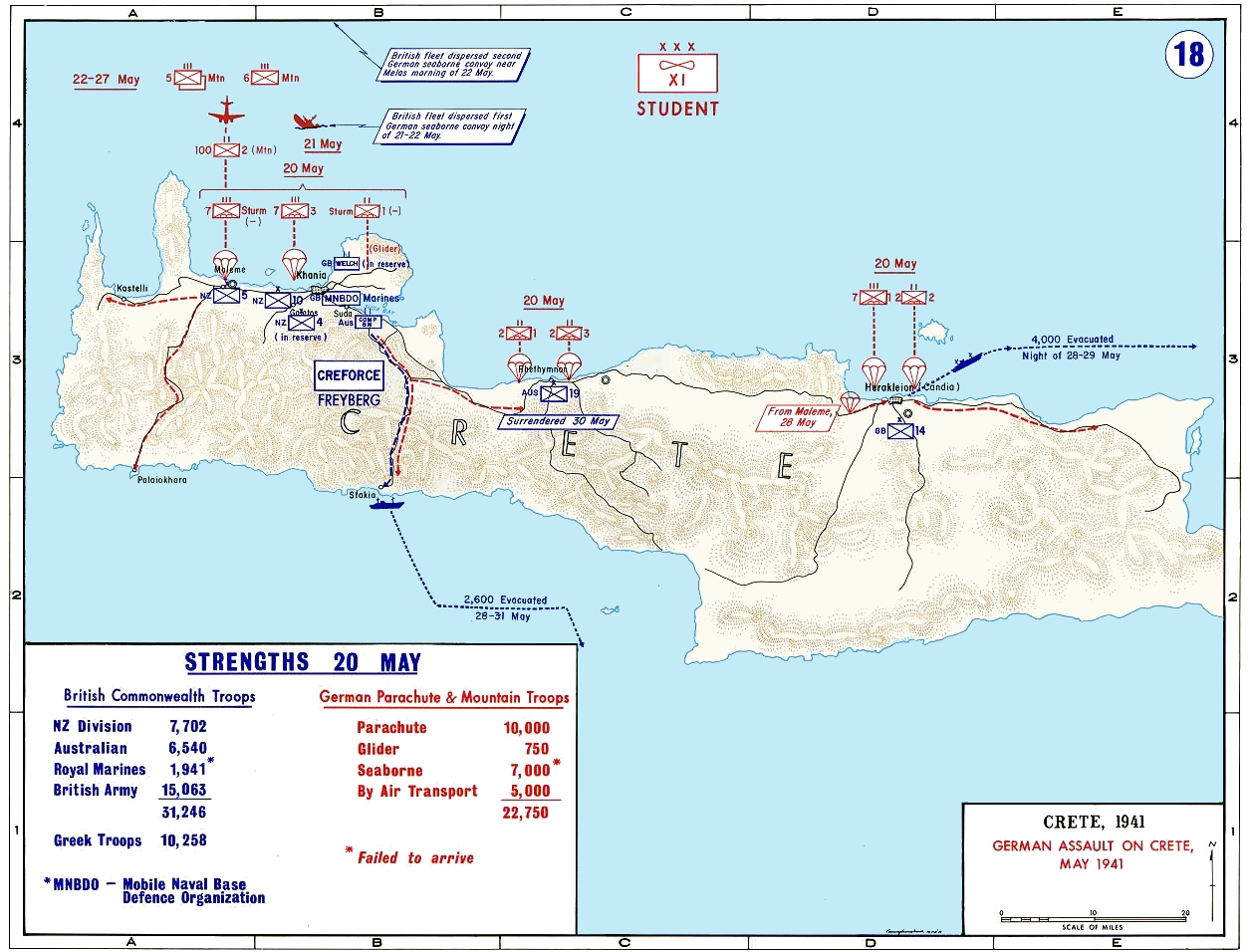
Mappa dell'invasione tedesca dell'isola di Creta

L'"Operazione Merkur", ossia il piano per la conquista dell'isola di Creta, prese il via il 20 maggio, quando circa 3000 paracadutisti della 7ª divisione paracadutisti, comandata dal generale Wilhelm Süssmann, inquadrata nell'XI corpo della Luftwaffe, comandato dal generale Kurt Student, preceduti da un intenso bombardamento aereo, vennero lanciati sull'isola come prima ondata per occupare rapidamente le piste di atterraggio, site a Candia, Maléme e Retimo, e i porti della Canea, di Kissamos, Mires, Sfakia, Souda e Messara; la seconda ondata, composta da reparti della 5ª divisione di montagna, sarebbe atterrata sulle piste appena conquistate e le operazioni aviotrasportate sarebbero state seguite dall'arrivo via mare, sotto la protezione della Regia Marina, di altri 6000 uomini, integrati dall'equipaggiamento pesante, ossia artiglieria, autocarri ed alcuni carri armati leggeri provenienti dalla 5ª divisione corazzata. Lo Stato Maggiore dell'OKW si era precedentemente espresso affinché le forze fossero utilizzate per l'occupazione dell'isola di Malta, ritenuta più pericolosa per le rotte marittime dell'Asse verso l'Africa settentrionale italiana, ma il generale Student si oppose, obiettando che le forze Alleate presenti nell'isola, unite alla forte difesa aerea di cui disponeva, avrebbero reso impossibile un attacco dall'aria, mentre la guarnigione presente a Creta, composta, ad eccezione di una brigata inglese già presente sull'isola, da superstiti dell'evacuazione dalla Grecia e da riservisti dell'esercito greco, e praticamente priva di aviazione, poteva essere sopraffatta con un'azione rapida proveniente dal cielo.

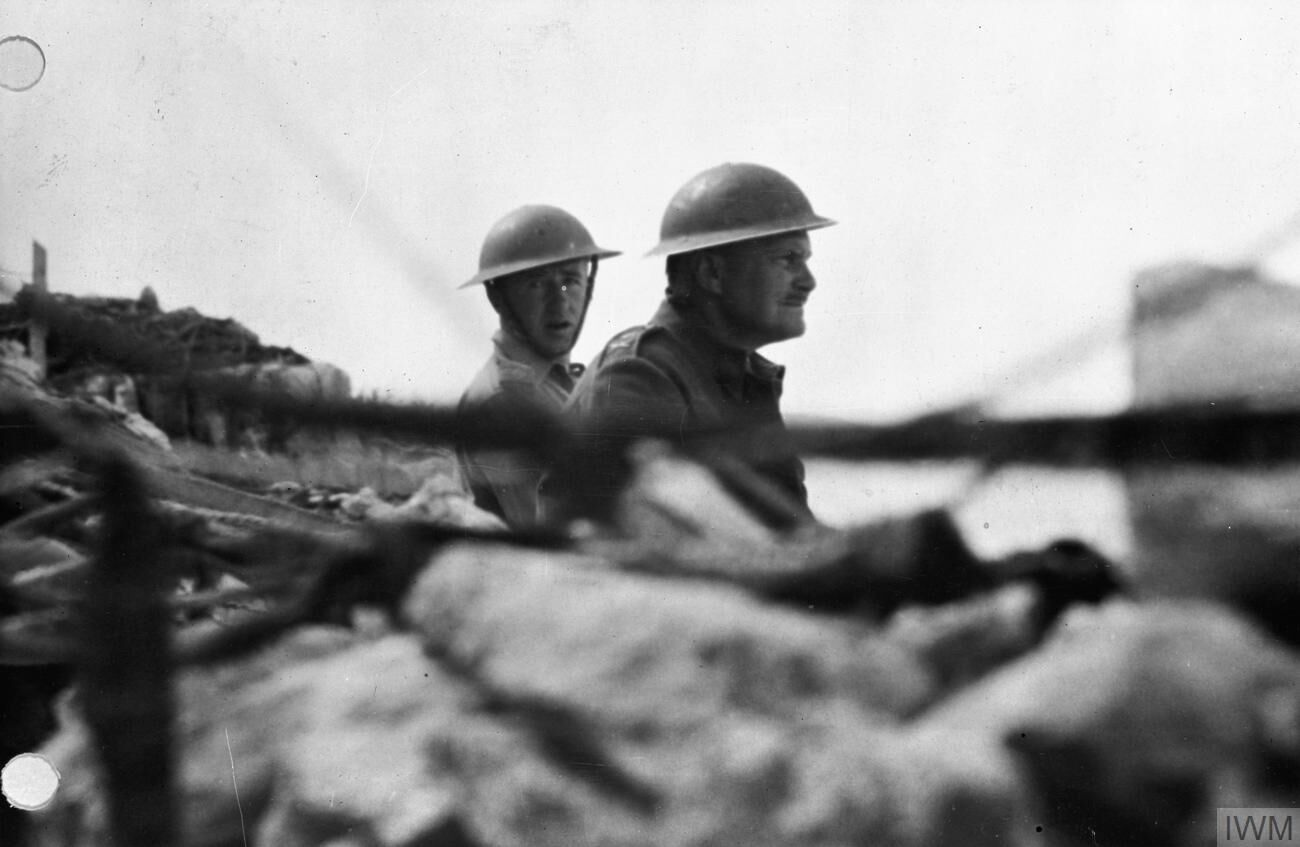
Il generale Bernard Freyberg (a destra), comandante della guarnigione Alleata dell'isola di Creta

I paracadutisti tedeschi subirono molte perdite durante, o immediatamente dopo, l'atterraggio, venendo assaliti, oltreché dai soldati Alleati, anche dalla popolazione civile e lo sturmregiment, comandato dal generale Eugen Meindl, incaricato di conquistare l'aeroporto di Maléme, rimase, alla fine del 20 maggio, con meno di 1000 dei 3000 effettivi di cui disponeva alla partenza e nessuna delle piste di atterraggio fu occupata durante il primo giorno; anche l'azione dal mare fu ostacolata dalla Royal Navy, che riuscì ad affondare alcune imbarcazioni della flottiglia che si stava dirigendo verso l'isola, ma, tra il 20 ed il 22 maggio, gli aerei tedeschi danneggiarono gravemente la corazzata HMS Warspite e riuscirono ad affondare due incrociatori leggeri, l'HMS Gloucester e l'HMS Fiji e 4 cacciatorpediniere, con l'aiuto anche della Regia Aeronautica, i cui bombardieri CANT Z.1007 affondarono il cacciatorpediniere HMS Juno. Nonostante la pista di Maléme fosse ancora in mano Alleata gli aerei da trasporto Junkers Ju 52 vi atterrarono sotto il fuoco nemico, sbarcando circa 650 uomini della 5ª divisione di montagna e riuscendo a conquistare il primo aeroporto che, nonostante il tentativo di contrattacco da parte di reparti neozelandesi, avvenuto il 22 maggio, venne tenuto, permettendo l'atterraggio dei rinforzi tedeschi e la continua azione degli Stuka e degli Zerstörer Messerschmitt Bf 110, che bombardarono e mitragliarono continuativamente le truppe del generale Freyberg, lo indussero ad iniziare un ripiegamento verso ovest.
Il ripiegamento consentì ai tedeschi di fare affluire indisturbati forze sempre maggiori e, il 23 maggio, la 5ª divisione di montagna era sbarcata quasi al completo sull'isola, iniziando a guadagnare terreno verso est; il generale Ringel, comandante delle operazioni terrestri a Creta, decise di dividere le forze atterrate a Maléme: i paracadutisti avrebbero dovuto avanzare lungo la strada costiera settentrionale dell'isola mentre le truppe di montagna avrebbe dovuto dirigersi a sud, marciando sul terreno montagnoso, per prendere gli Alleati alle spalle. La situazione stava rapidamente volgendo a favore dei tedeschi, e, il giorno 26, il generale Freyberg si mise in comunicazione con il comando del Medio Oriente e riferì al generale Wavell che la perdita di Creta era ormai solo questione di tempo e, per evitare che la Luftwaffe rendesse impossibile un'evacuazione, il giorno successivo ne fu deciso lo sgombero: la guarnigione di Heraklion fu evacuata il 28 maggio, quella di Retimo non poté essere raggiunta dalla Royal Navy e dovette essere abbandonata e, nei tre giorni successivi, tutte le posizioni difensive furono abbandonate ed il grosso delle truppe presenti sull'isola si diresse, attraverso le montagne, verso il porto di Sfakia dove le unità navali Alleati stavano arrivando per prelevarle. Il 1º giugno fu completata l'evacuazione della guarnigione Alleata: dei circa 32000 uomini presenti sull'isola, 18000 poterono essere salvati mentre i restanti perirono o furono fatti prigionieri dai tedeschi; di contro questi ultimi soffrirono la perdita di circa 3700 uomini e di circa 2500 feriti, in massima parte paracadutisti, ed anche la stessa struttura dell'aviotrasporto aveva subito gravi danni, poiché 220 dei 600 aerei da trasporto erano stati distrutti, e tali perdite si dimostrarono in seguito del tutto sproporzionate al risultato ottenuto.